# Cràcids
Els cràcids (Cracidae) són una família de l'ordre dels gal·liformes (Galliformes) pròpia de les zones tropicals i subtropicals d'Amèrica.

## Descripció
D'aspecte de gallines o paons, d'una grandària de mitjana a gran, fan 42 – 92 cm de llargària depenent de l'espècie. Amb cap petit, coll fi, ales curtes i amples, i una llarga cua. Els cràcids més menuts són les 16 espècies de txatxalaques.

## Hàbits
Són fonamentalment arborícoles.
La família en general té grans capacitats vocalitzadores: és capaç d'emetre una gran quantitat de cants i crits; de fet algunes espècies tenen especials adaptacions en la tràquea que els permet fer uns dels crits més penetrants entre les aus.

## Reproducció
Moltes espècies fan complexes parades nupcials.
Fan el niu en terra o en la part inferior dels arbres. Són nius petits per a la grandària dels ocells, on ponen uns grans ous. Les femelles cuiden dels joves, que naixen amb les plomes del vol ben desenvolupades. Als pocs minuts de trencar la closca, els pollets s'endinsen cap als arbres, cercant refugi entre les branques. En pocs dies es mouen àgilment per dalt dels arbres.

## Taxonomia
Tradicionalment ha estat reconeguda l'existència de quatre grups dins aquesta família: guans, txatxalaques, hocos i el guan banyut. Diversos estudis han intentat esbrinar la relació entre els diferents grups,
als que de vegades s'ha donat estatus de subfamílies. Avui es reconeixen 11 gèneres amb 57 espècies:
- Subfamília dels ortalisins (Ortalisinae), amb un gènere i 16 espècies de txatxalaques.
  - Gènere Ortalis, amb 16 espècies
- Subfamília dels penelopins (Penelopinae), amb 5 gèneres i 24 espècies de guans.
  - Gènere Penelope, amb 16 espècies
  - Gènere Pipile, amb 5 espècies
  - Gènere Aburria, amb una espècie: guan camagroc (Aburria aburri).
  - Gènere Chamaepetes, amb dues espècies
  - Gènere Penelopina, amb una espècie: guan d'altiplà (Penelopina nigra).
- Subfamília dels oreofasins (Oreophasinae), amb un gènere i una espècie.
  - Gènere Oreophasis, amb una espècie: guan banyut (Oreophasis derbianus).
- Subfamília dels cracins (Cracinae), amb 4 gèneres i 16 espècies d'hocos.
  - Gènere Nothocrax, amb una espècie: hoco nocturn (Nothocrax urumutum)
  - Gènere Mitu, amb 4 espècies
  - Gènere Pauxi, amb tres espècies.
  - Gènere Crax, amb 7 espècies.